# Helmut Lent
Helmut Lent (13 de juny de 1918 - 7 d'octubre de 1944) va ser un as de la caça nocturna alemany de la Segona Guerra Mundial. Lent va abatre 110 avions, 102 d'ells a la nit. Nascut en una família devotament religiosa, va mostrar una passió primerenca pel vol en planador; contra la voluntat del seu pare, es va unir a la Luftwaffe el 1936. Després de completar la seva formació, va ser assignat al 1. Esquadró, o Staffel, del Zerstörergeschwader 76 (ZG 76), una ala que pilotava el caça pesat bimotor Messerschmitt Bf 110. Lent va reclamar les seves primeres victòries aèries al començament de la Segona Guerra Mundial en la invasió de Polònia i sobre el mar del Nord. Durant la invasió de Noruega va fer missions de suport terrestre abans de ser traslladat al recentment establert Nachtjagdgeschwader 1 (NJG 1), una ala de caça nocturna.
Lent va reclamar la seva primera victòria nocturna el 12 de maig de 1941 i el 30 d'agost de 1941 va rebre la Creu de Cavaller de la Creu de Ferro per 22 victòries. La seva acumulació constant de victòries aèries va donar lloc a promocions i premis regulars. La nit del 15 de juny de 1944, el Major Lent va ser el primer pilot de caça nocturn que va aconseguir 100 victòries aèries nocturnes, fet que li va valer la Creu de Cavaller de la Creu de Ferro amb Fulles de Roure, Espases i Diamants el 31 de juliol de 1944.
El 5 d'octubre de 1944, Lent va fer volar un Junkers Ju 88 en un vol de trànsit habitual des de Stade a Nordborchen, a 5 quilòmetres (3 milles) al sud de Paderborn. En l'aproximació a l'aterratge, un dels motors es va apagar i l'avió va xocar amb les línies elèctriques. Els quatre membres de la tripulació van resultar ferits de mort. Tres homes van morir poc després de l'accident i Lent va sucumbir a les seves ferides dos dies després, el 7 d'octubre de 1944.

## Biografia
Lent va néixer el 13 de juny de 1918 a Pyrehne, districte de Landsberg an der Warthe, província de Brandenburg, Alemanya (avui Pyrzany, província de Lubusz, Polònia occidental) i va ser batejat com Helmut Johannes Siegfried Lent. Va ser el cinquè fill de Johannes Lent, un ministre luterà i de Marie Elisabeth, de soltera Braune. Helmut Lent tenia dos germans grans, Werner i Joachim, i dues germanes grans, Käthe i Ursula. La seva família era profundament religiosa; a més del seu pare, els seus germans i els dos avis també eren ministres luterans.
Des de Pasqua de 1924 fins a Pasqua de 1928, la Lent va assistir a l'escola primària pública local de Pyrehne. Aleshores, el seu pare i el seu germà gran Werner el van tutoritzar a casa per preparar l'examen d'accés a l'escola secundària pública de Landsberg.  Al febrer de 1933, Helmut es va unir al Jungvolk, la branca menor de les Joventuts Hitlerianes. Des de març de 1933, va actuar com a cap de secció juvenil, o Jungzugführer (1 de març de 1933 - 1 d' abril de 1935) i abanderat, o Fähnleinführer (1 d'abril de 1935 - 9 de novembre de 1935) fins que va deixar el Jungvolk per preparar-se per a la seva diplomatura. Helmut va aprovar els seus exàmens de graduació a l'edat de disset anys el 12 de desembre de 1935. El 2 de febrer de 1936, va començar el Servei Nacional de Treball obligatori de vuit setmanes (Reichsarbeitsdienst) a Mohrin. Es va unir al servei militar a la Luftwaffe com a Fahnenjunker l'1 d'abril de 1936, en contra de la voluntat del seu pare.
El seu entrenament militar va començar el 6 d'abril de 1936 a la 2a Escola de Guerra Aèria (Luftkriegsschule 2) a Gatow, als afores sud-oest de Berlín. Va realitzar el jurament de lleialtat nacionalsocialista el 21 d'abril de 1936. L'entrenament de vol va començar el dilluns 7 d'agost de 1936 a Gatow. El seu primer vol va ser en un biplà monomotor Heinkel He 72 Kadet D-EYZA. Lent va registrar el seu primer vol en solitari el 15 de setembre de 1936 en un Focke-Wulf Fw 44 Stieglitz . En aquest moment, Lent havia acumulat 63 vols al seu llibre de registre. Paral·lelament a l'entrenament de vol, els estudiants també van aprendre a conduir motos i cotxes i durant un d'aquests exercicis d'entrenament, Lent es va veure implicat en un accident de trànsit, trencant-se la part superior de la cama prou malament com per evitar que volés durant cinc mesos. Això no va afectar negativament la seva formació a l'aula i l'1 d'abril de 1937, després de fer el seu examen de comissió, va ser ascendit a Fähnrich. El 19 d'octubre de 1937 Lent va completar el seu entrenament de vol i va rebre la llicència A/B. Va guanyar les seves ales el 15 de novembre de 1937. L'1 de febrer de 1938 va ser ascendit a Oberfähnrich (primer ensenya) i l'1 de març de 1938 a Leutnant. En aquest moment, havia realitzat 434 vols en vuit tipus diferents d'avions i havia acumulat 112 hores i 48 minuts de temps de vol, sobretot en vols diürns, en avions d'entrenament monomotor.
Després de deixar Gatow, Helmut Lent va ser destinat a l'escola Heavy Bomber Crew, o Große Kampffliegerschule de Tutow, al nord-est d'Alemanya. Va passar tres mesos entrenant com a observador (1 de març de 1938 - 30 de maig de 1938). Abans de completar aquest curs, Lent va ser atropellat per un cotxe, cosa que va provocar una fractura de la mandíbula inferior, commoció cerebral i hemorràgies internes. L'1 de juliol de 1938, Lent va ser enviat al 3r Grup de Jagdgeschwader 132 "Richthofen" (III./JG 132), volant el 19 de juliol de 1938 per primera vegada després de les seves ferides.
A principis de setembre, l'esquadra de Lent, 7./JG 132, es va traslladar a Großenhain prop de Dresden, en preparació i suport de l'annexió de Txecoslovàquia. Lent va fer diverses patrulles operatives en aquest conflicte fins que el seu Staffel es va traslladar de nou a Rangsdorf el 29 de setembre de 1938. Després que la tensió per l'ocupació dels territoris dels Sudets s'atenués, la unitat de Lent va començar una conversió al Messerschmitt Bf 108 Taifun . L'1 de novembre de 1938, el III./JG 132 es va traslladar a Fürstenwalde, entre Berlín i Frankfurt de l'Oder, i va ser rebatejat com a II./JG 141, i la Lent va ser destinat al 6è Esquadró.
El II./JG 141 va canviar la seva designació a I./Zerstörergeschwader 76 (I./ZG 76) l'1 de maig de 1939 al mateix temps que es va traslladar a un camp d'aviació a Olmütz, Txecoslovàquia. El grup estava sent reequipat amb el Messerschmitt Bf 110, i Lent va fer el seu primer vol amb el Bf 110 el 7 de juny de 1939. A Lent se li va concedir el seu certificat de pilot avançat de la Luftwaffe (Erweiterter Luftwaffen-Flugzeugführerschein), també conegut com "C" Certificat, que confirma la competència en avions multimotor, el 12 de maig de 1939. Mentre es va convertir al Bf 110, Lent no tenia un ràdio-operador fil habitual (Funker) al seient del tirador posterior, però el 14 d'agost de 1939 va ser acompanyat. a M8+AH per primera vegada pel Gefreiter Walter Kubisch. Durant el preludi de la Segona Guerra Mundial el 25 d'agost de 1939, l'I./ZG 76 es va desplegar en un camp d'aviació a Ohlau al sud-est deBreslau.

### Segona Guerra Mundial
La Segona Guerra Mundial va començar a les 04:45 del divendres 1 de setembre de 1939 quan les forces alemanyes van travessar la frontera polonesa. Helmut Lent, pilotant un Bf 110 marcat M8-DH, va enlairar-se d'Ohlau, a les 04:44 per escortar els bombarders Heinkel He 111 en una missió sobre Cracòvia.

#### Invasió de Polònia

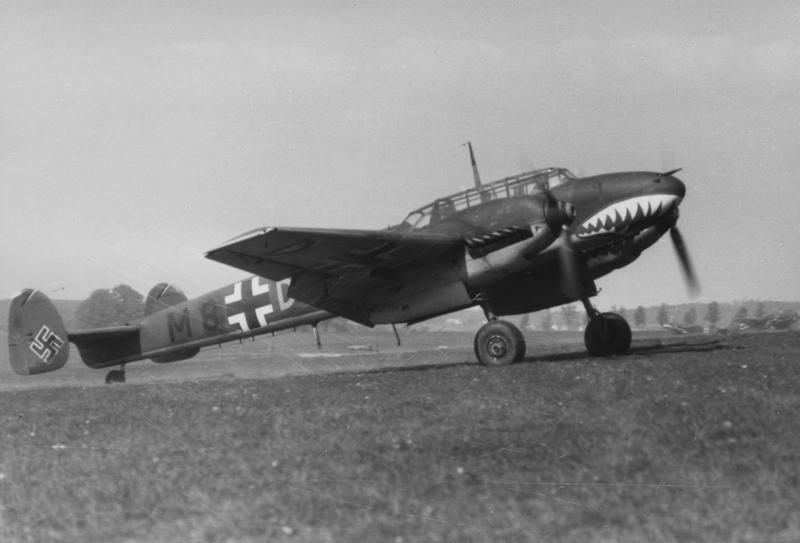
Un ZG 76 Bf 110C semblant als pilotats per Helmut Lent.

Els plans alemanys per a la invasió de Polònia van ser concebuts sota el nom en clau Fall Weiss ("Cas Blanc"). Aquesta operació va demanar atacs simultanis a Polònia des de tres direccions, el nord, l'oest i el sud, començant a les 04:45 de la matinada de l'1 de setembre de 1939. Aquest matí Helmut Lent, amb Kubisch com a ràdio-operador i artiller posterior, va escortar una formació de bombarders Heinkel 111 de I. i III./ Kampfgeschwader 4 (KG 4) atacant els aeròdroms de Cracòvia en suport de la punta sud de l'atac alemany. A les 16:30 del 2 de setembre de 1939, el segon dia de l'atac alemany, Lent va enlairar-se en direcció a Łódź i va reclamar la seva primera victòria aèria de la guerra, enderrocant un PZL P.11.
En aquest punt de la campanya, els Bf 110 van passar de l'escorta de bombarders a l'atac a terra, ja que la Força Aèria Polonesa estava pràcticament derrotada. En aquesta capacitat, Lent i Kubisch van destruir un monoplà bimotor a terra el 5 de setembre i un altre avió, un PZL P.24, el 9 de setembre. El 12 de setembre de 1939 va ser atacat per un avió polonès que va disparar el seu motor d'estribord. Lent va fer un aterratge forçat darrere de les línies alemanyes. Va fer cinc missions més durant la campanya polonesa, destruint una bateria antiaèria. Per les seves accions a la campanya polonesa Lent va ser guardonat amb una de les primeres Creus de Ferro de 2a classe (Eisernes Kreuz zweiter Klasse) de la Segona Guerra Mundial el 21 de setembre de 1939. I./ZG 76 es va traslladar a l'Àrea d'Stuttgart el 29 de setembre de 1939 per defensar la frontera occidental contra francesos i britànics, que estaven en guerra amb Alemanya des del 3 de setembre de 1939. Des de principis d'octubre fins a mitjans de desembre, l'I./ZG 76 va operar des d'una sèrie d'aeròdroms a les zones de Stuttgart i Ruhr abans de traslladar-se al nord a Jever el 16 de desembre de 1939.

#### Batalla de l'Heligoland Bight

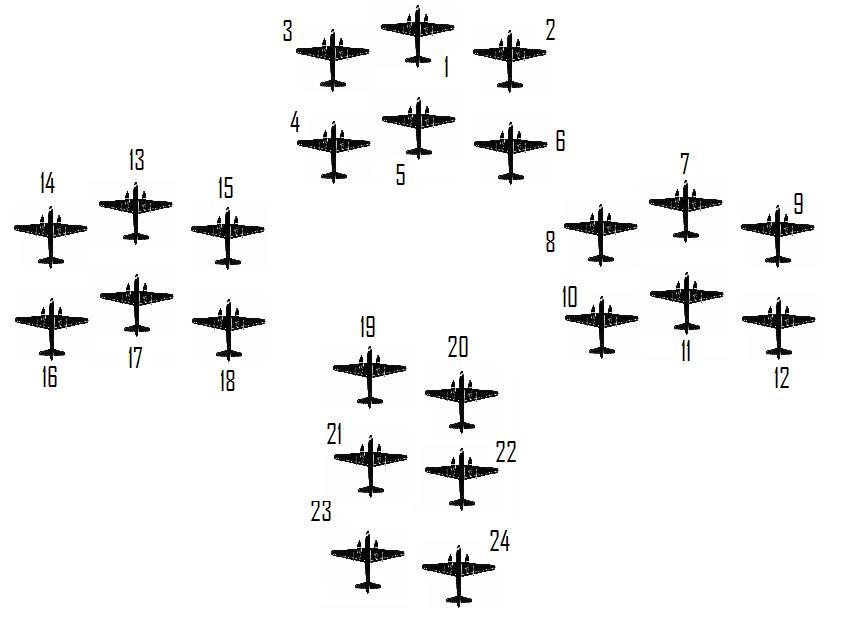
Formació 1
Secció 1: 1 Richard Kellett 2 Turner 3 Speirs
Secció 2: 4 Kelly 5 Duguid 6 Riddlesworth
Formació 2
Secció 1: 7 Harris 8 Briden 9 Bolloch
Secció 2: 10 Ramshaw 11 Grant 12 Purdy
Formació 3
Secció 1: 13 Guthrie 14 Petts 15 McRae
Secció 2: 16 Challes 17 Allison 18 Lines
Formació 4
19 Hue-Williams 20 Lemon 21 Wimberley 22 Lewis 23 Thompson 24 Ruse

Durant el primer mes de la guerra, la Royal Air Force (RAF) va centrar majoritàriament els seus atacs amb bombarders contra les operacions antinàvegació a la badia alemanya. Els bombarders de la RAF van llançar un fort atac contra els vaixells de Wilhelmshaven el 18 de desembre de 1939 en el que es va conèixer com la batalla de la Badia de Helgoland. Vint-i-quatre Vickers Wellington bimotor dels esquadrons 9, 37 i 149 es van formar sobre Norfolk en direcció a l'illa d'Heligoland. Dos avions van avortar la missió a causa de defectes mecànics, però els 22 restants van perseguir l'atac i van ser detectats per un radar Freia a les illes Frisones Orientals.
Helmut Lent va rebre l'ordre d'interceptar i enfrontar-se a la força dels bombarders atacants i després de repostar —Lent acabava d'aterrar a Jever des d'una patrulla armada— va reclamar tres Wellington, dos dels quals, abatuts a les 14:30 i a les 14:45, es van confirmar més tard. Els dos avions eren tots dos de l'esquadró número 37, capitanejats per l'oficial de vol P.A. Wimberley i l'oficial de vol O.J.T. Lewis, respectivament, i tots dos es van estavellar al mar poc profund de Borkum. És probable que la seva tercera reclamació hagi estat l'esquadró número 37 Wellington 1A N2396, LF-J, pilotat pel sergent H. Ruse, que es va estavellar a les dunes de sorra de Borkum. A Lent se li va negar la victòria sobre Wimberley, ja que el Wellington va ser atacat per Lent després que ja havia estat molt malmès i estava a punt d'estavellar-se. El Wellington va ser atribuït al pilot Carl-August Schumacher.
El seu èxit com a pilot de caça al mar del Nord l'havia convertit en un heroi nacional menor. Èxits com els d'Heligoland van ser bones notícies per a la màquina de propaganda alemanya. En conseqüència, va atreure el correu dels fans, principalment de noies i dones joves, entre ells Elisabeth Petersen. Lent va respondre a la seva carta, i ell i Elisabeth es van trobar en una cita a cegues a l' hotel Reichshof d'Hamburg, després de la qual van gaudir d'unes vacances d'esquí a Hirschegg el febrer de 1940.

#### Campanya de Noruega i Batalla d'Anglaterra

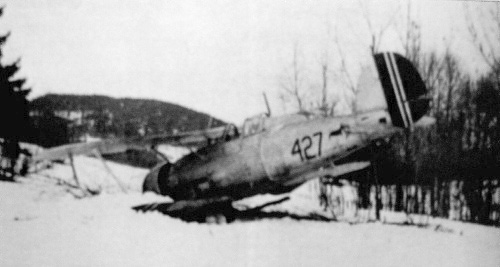
Gladiator 427 noruec 427 abatut per Lent el 9 d'abril de 1940

El 8 d'abril de 1940 vuit avions de l'1./ZG 76, sota el comandament del Staffelkapitän Werner Hansen, es van desplegar cap al nord des de Jever fins a Westerland a Sylt en preparació per a l'operació Weserübung, la invasió de Noruega. El pla alemany per a l'atac preveia un assalt amfibi a la capital noruega, Oslo, i sis ports importants des de Kristiansand al sud fins a Narvik al nord. Simultàniament, els avions de transport Junkers 52 deixarien caure tropes paracaigudistes per assegurar l'aeroport de Fornebu d'Oslo. Els Ju 52 addicionals estaven programats per arribar a Fornebu vint minuts després de la caiguda del paracaigudes, moment en què l'aeròdrom havia d'estar en mans alemanyes. L'1./ZG 76 havia de proporcionar cobertura aèria i suport d'atac a terra per a ambdues onades. Vuit Bf 110 Zerstörer de l'1./ZG 76 van enlairar-se a les 7:00 del matí, planejant sincronitzar la seva arribada a Fornebu amb la baixada del paracaigudes a les 8:45. La distància de Westerland a Fornebu va significar que es tractava d'una operació unidireccional; els Bf 110 no podien contenir prou combustible per al viatge de tornada. Es va calcular que el seu combustible els proporcionava 20 minuts de temps de vol sobre Fornebu, i els pilots haurien d'aterrar a Fornebu un cop l'aeròdrom hagués estat capturat.
En el vol de primera hora del matí cap a Fornebu, Lent es va enfrontar i va abatre un Gloster Gladiator noruec. Mentre els Ju 52 que transportaven els paracaigudistes alemanys estaven sota un fort foc, el Rotte de Lent es va enfrontar a les posicions terrestres enemigues. El motor d'estribord de Lent es va incendiar i el va obligar a aterrar immediatament. Amb Kubisch tripulant la metralladora mòbil, Lent va negociar la capitulació amb les forces terrestres noruegues i l'aeròdrom estava en mans alemanyes.

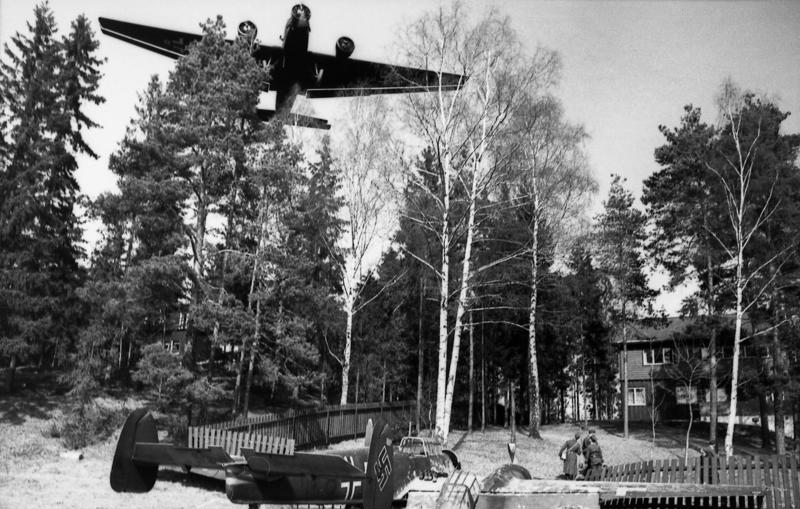
El Bf 110C de Lent es va quedar sense combustible i es va veure obligat a aterrar a l'aeròdrom d'Oslo/Fornebu el 9 d'abril de 1940. Un Ju 52 que transportava tropes sobrevola el Bf 110 de Lent, que va aterrar al ventre

A les 18:50 del mateix dia, Lent i el seu Staffelkapitän Werner Hansen van tornar a enlairar-se de Fornebu en Bf 110 sense danys. Durant el vol de 40 minuts, es van trobar amb un hidroavió de la RAF Short Sunderland, número de sèrie L2167, del 210è Esquadró de la RAF que van abatre junts; Hansen va rebre crèdit per la victòria. Helmut Lent va rebre la Creu de Ferro de Primera Classe el 13 de maig de 1940 abans de ser traslladat a Trondheim el 18 de maig. Va reclamar la seva segona victòria aèria de la campanya de Noruega el 27 de maig sobre un Gloster Gladiator de la RAF del 263è esquadró, pilotat pel Tinent de vol Caesar Hull. El 2 de juny de 1940, Lent i el seu company Thönes van reclamar un Gladiator cadascun. El vol va durar 5 hores i 46 minuts i els seus oponents eren novament de l'esquadró 263, número de sèrie de l'avió N5893 pilotat pel pilot oficial J.L. Wilkie i N5681 pilotat pel pilot oficial L.R. Jacobsen. Va aconseguir la seva setena victòria general i la final del teatre d'operacions noruec el 15 de juny de 1940 sobre un Bristol Blenheim del 254è esquadró, pilotat per l'oficial pilot P.C. Gaylord. L'1 de juliol de 1940 Lent va ser promogut a Oberleutnant i el 13 de juliol 1./ZG 76 va ser traslladat a Stavanger/Forus.
Helmut Lent va participar breument a la batalla d'Anglaterra quan el 15 d'agost de 1940 vint-i-un Bf 110 de l'I./ZG 76 van escortar els bombarders He 111 del Kampfgeschwader 26 (KG 26) en el seu atac a Yorkshire i la zona de Newcastle/Sunderland. L'I./ZG 76 va perdre set avions en aquesta missió i va ser la 98a i última missió d'Helmut Lent com a pilot Zerstörer.

#### Carrera de lluitador nocturn
Al juny de 1940, les penetracions del Comandament de Bombarders de la RAF a l'espai aeri alemany havien augmentat fins al nivell en què Hermann Göring va decretar que s'havia de formar una força de caces nocturns. L'oficial encarregat de la seva creació va ser Wolfgang Falck, Gruppenkommandeur de l'I./Zerstörergeschwader 1 (ZG 1). La força de caça nocturna va començar a expandir-se ràpidament, i les unitats existents es van dividir per formar el nucli de noves unitats. A l'octubre de 1940, el Nachtjagdgeschwader 1 (NJG 1) constava de tres Gruppen, mentre que el Nachtjagdgeschwader 2 (NJG 2) i el Nachtjagdgeschwader 3 (NJG 3), encara s'estaven formant. Va ser durant aquest període que Helmut Lent es va convertir a contracor en un membre de la força de caça nocturna. A finals d'agost, Lent va escriure a casa: "Actualment ens estem convertint a la lluita nocturna. No estem gaire entusiastes. Ens dirigiríem abans directament a Anglaterra."
Lent va completar l'entrenament de caça nocturn a Ingolstadt, al sud-oest d'Alemanya, i va ser nomenat cap d'esquadró, o Staffelkapitän, del recentment format 6./NJG 1 l'1 d'octubre de 1940. L'esquadró estava basat a Fliegerhorst Deelen, situat a 12,5 quilòmetres al nord d'Arnhem, als Països Baixos. La nit de l'11 al 12 de maig de 1941, Lent va reclamar les seves primeres victòries aèries nocturnes contra dos bombarders Wellington IC de l'esquadró núm. 40 de la RAF en una missió contra Hamburg. El BL-H (número de sèrie R1330) va ser abatut a les 01:40 prop de Süderstapel i BL-Z (R1461) a les 02:49 prop de Nordstrand.
L'1 de juliol de 1941, va prendre el comandament del 4./NJG 1, estacionat als Països Baixos al Fliegerhorst (camp d'aviació) Leeuwarden, a 161 quilòmetres (100 milles) al nord d'Arnheim, a la costa de Frisia. Des d'aquesta posició a l'anomenada Badia Alemanya, l'esquadra va patrullar la costa del mar del Nord, i va poder interceptar les missions de bombardeig nocturn dels aliats, el que la propaganda nazi va anomenar atacs terroristes, que es van dur a terme des d'Anglaterra. Al final de la guerra, el 4./NJG 1 era un dels Nachtjagdstaffeln més exitosos —un esquadró d'una ala de caça nocturna— de la Luftwaffe. Altres membres van incloure pilots de caces nocturns com l'Oberleutnant Helmut Woltersdorf, el tinent Ludwig Becker (44 victòries, mort en acció el febrer de 1943), el tinent Egmont Prinz zur Lippe-Weißenfeld (51 victòries, mort en un accident de vol als Països Baixos el març de 1944), el tinent Leopold Fellerer (41 victòries), l'Oberfeldwebel Paul Gildner (46 victòries, mort en un accident de vol a Fliegerhorst Gilze-Rijen als Països Baixos el febrer de 1943) i l'Unteroffizier Siegfried Ney (12 victòries, mort en acció el febrer 1943). El 30 d'agost de 1941, Lent va rebre la Creu de Cavaller de la Creu de Ferro per set victòries diürnes i 14 nocturnes.
L'1 de novembre de 1941, Lent es va convertir en el comandant del grup Gruppenkommandeur del recentment format II./NJG 2. L'1 d'octubre de 1942, II./NJG 2 va ser rebatejat i es va convertir en IV./NJG 1. La primera victòria de Lent com a Gruppenkommandeur, la seva 20a nocturna, i la darrera el 1941, va arribar durant la nit del divendres 7 de novembre al dissabte 8 de novembre. Va abatre un Wellington 1C en direcció a Berlín, que va caure prop d'Akkrum. La tripulació de sis homes del bombarder, X9976 de l'esquadró número 75 (Nova Zelanda), va morir en acció. Aquest assoliment va fer que Lent fos citat al Wehrmachtbericht (el seu primer de sis en total), un butlletí informatiu emès per la seu de la Wehrmacht. Ser distingit individualment al Wehrmachtbericht era un honor i va ser inscrit a la secció d'Ordres i condecoracions del llibre de registre de serveis.

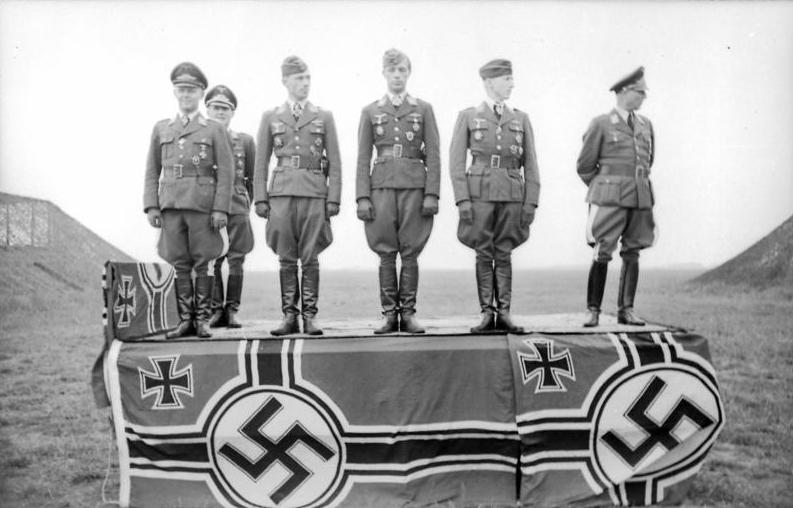
Lent (tercer des de la dreta) en una fotografia de propaganda nazi, estiu de 1942, França.

La Lent va ser promoguda a Hauptmann l'1 de gener de 1942. Més tard aquell any, se li va concedir la Creu de Cavaller de la Creu de Ferro amb Fulles de Roure el 6 de juny de 1942, moment en què el seu total era de 34 victòries nocturnes més set victòries diürnes. El guardó es va lliurar al Führerhauptquartier els dies 28 i 29 de juny, amb 39 victòries nocturnes i set diürnes. Lent també va tenir la distinció d'aconseguir la primera victòria aèria assistida per radar de Lichtenstein en un caça nocturn Dornier Do 215 B-5. Lent va volar el Dornier Do 215B-5 codi R4+DC regularment a les missions de Himmelbett a causa de la seva resistència de cinc hores. Lent va reclamar almenys quatre victòries en aquesta màquina.
A finals de 1942, Lent va aconseguir 56 victòries i va ser el millor as de la lluita nocturna alemanya. Va ser ascendit a Major l'1 de gener de 1943 i nomenat Geschwaderkommodore de Nachtjagdgeschwader 3 (NJG 3) l'1 d'agost de 1943 a la seu de Geschwader a Stade, a l'oest d'Hamburg. Després de 73 morts, de les quals 65 van ser reclamades a la nit, se li va concedir la Creu de Cavaller de la Creu de Ferro amb Fulles de Roure i Espases el 2 d'agost de 1943 i se li va notificar per telegrama el 4 d'agost. Les Espases se li van presentar al Führerhauptquartier de Rastenburg el 10/11 d'agost de 1943.
El gener de 1944, Lent va abatre tres anomenats "bombarders estratègics" de quatre motors en una nit, però el seu avió va ser danyat pel foc de retorn, i va requerir un aterratge forçat. Va utilitzar només 22 obusos de canó per abatre dos bombarders la nit del 22 al 23 de març de 1944, i va disparar només 57 rondes en set minuts contra tres Avro Lancaster del 15 al 16 de juny. Promogut a Oberstleutnant, va rebre la Creu de Cavaller de la Creu de Ferro amb Fulles de Roure, Espases i Diamants en reconeixement de les seves 110 morts aèries confirmades, el primer dels dos pilots de caces nocturns per ser guardonat amb la condecoració. El segon va ser Heinz-Wolfgang Schnaufer, que, amb 121 victòries aèries, es va convertir en el principal pilot de caça nocturn de la història de l'aviació.

### Vida personal
Tots els oficials alemanys estaven obligats a obtenir permís oficial per casar-se; tanmateix, normalment es tractava d'un tràmit burocràtic. Quan Lent va decidir casar-se amb Elizabeth Petersen, la seva admiradora d'Hamburg a qui havia conegut en una cita a cegues, el seu cas va ser més complicat. "Elisabeth Petersen" era de fet Helene (Lena) Senokosnikova, que havia nascut a Moscou l'abril de 1914. Havia tingut por de revelar la seva veritable identitat, ja que els russos no eren populars al Tercer Reich, però després d'una minuciosa identitat investigant els seus antecedents i ascendència racial, va rebre la seva ciutadania alemanya el 15 de març de 1941. Es van casar el 10 de setembre de 1941 a Wellingsbüttel, Hamburg. El matrimoni va produir dues filles. Christina va néixer el 6 de juny de 1942; la segona, Helma, va néixer el 6 d'octubre de 1944, poc després de l'accident mortal del seu pare.
Els dos germans grans d'Helmut, Joachim i Werner, com a membres de l'Església Confessant (en alemany: Bekennende Kirche), van trobar problemes amb el Partit Nazi. L'Església Confessant va ser un moviment dins del protestantisme alemany durant l'Alemanya nazi que va sorgir en oposició als esforços patrocinats pel govern per unificar totes les esglésies protestants en una única Església evangèlica alemanya pro-nazi. Werner Lent, un partidari de l'Església Confessant, va ser arrestat per primera vegada el 1937 després de predicar un sermó antinazi. El juny de 1942, el seu germà Joachim va ser arrestat per la Gestapo després de llegir l'anomenada carta de Mölders des del púlpit. La carta de Mölders va ser una peça de propaganda concebuda per Sefton Delmer, el cap de la propaganda negra britànica a l'Executiva Política de Guerra (PWE) per capitalitzar la mort de l'as de combat alemany Werner Mölders; aquesta carta, ostensiblement escrita per Mölders, va donar fe de la importància suprema de la seva fe catòlica en la seva vida, per implicació, posant la fe per sobre de la seva lleialtat al Partit Nacionalsocialista.

### Mort

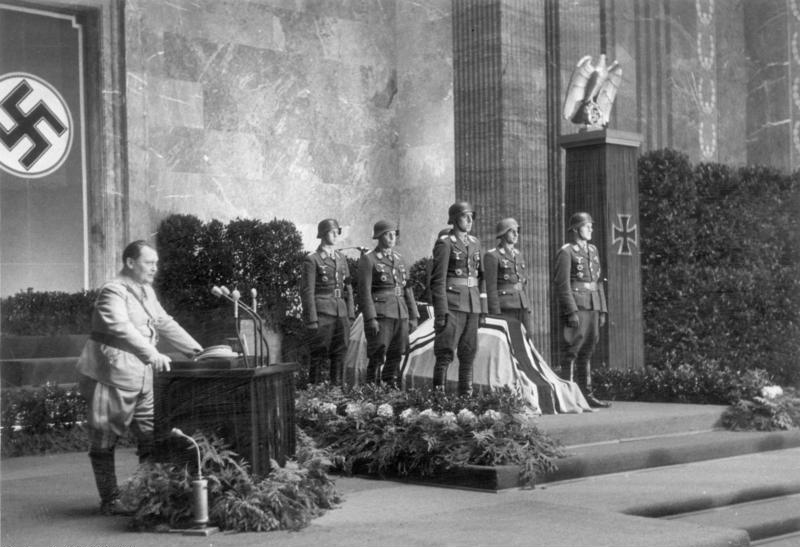
Hermann Göring parlant al funeral de Lent

El 5 d'octubre de 1944, Lent va fer volar el seu Junkers Ju 88 G–6, codificat D5+AA, de Stade a Paderborn. La seva tripulació incloïa el seu operador de ràdio l'oberfeldwebel Walter Kubisch, membre d'una Propagandakompanie (Tropes de propaganda de la Wehrmacht) el leutnant Werner Kark en la posició d'artiller aeri, i l'oberleutnant Hermann Klöss, segon operador de ràdio. Lent anava de camí a visitar el Geschwaderkommodore del Nachtjagdgeschwader 1, l'Oberstleutnant Hans-Joachim Jabs, per discutir qüestions operatives. Poc abans de l'arribada a Paderborn/Nordborchen, l'aeròdrom havia estat atacat per les Forces Aèries de l'Exèrcit dels Estats Units, deixant cràters a la pista. Es va netejar una pista d'aterratge improvisada d'emergència i es va marcar per a Lent, però es va passar per alt un cable elèctric aeri. Durant l'aproximació a l'aterratge, el motor esquerre de l'avió va fallar, provocant que l'ala caigués. Lent no va poder mantenir l'avió ferm i va impactar amb cables d'alta tensió i es va estavellar. Els quatre membres de la tripulació van resultar ferits greus però van ser rescatats amb vida. Kubisch i Klöss van sucumbir a les seves ferides el mateix dia, Kark l'endemà al matí i el mateix Lent van morir dos dies després, el 7 d'octubre de 1944.

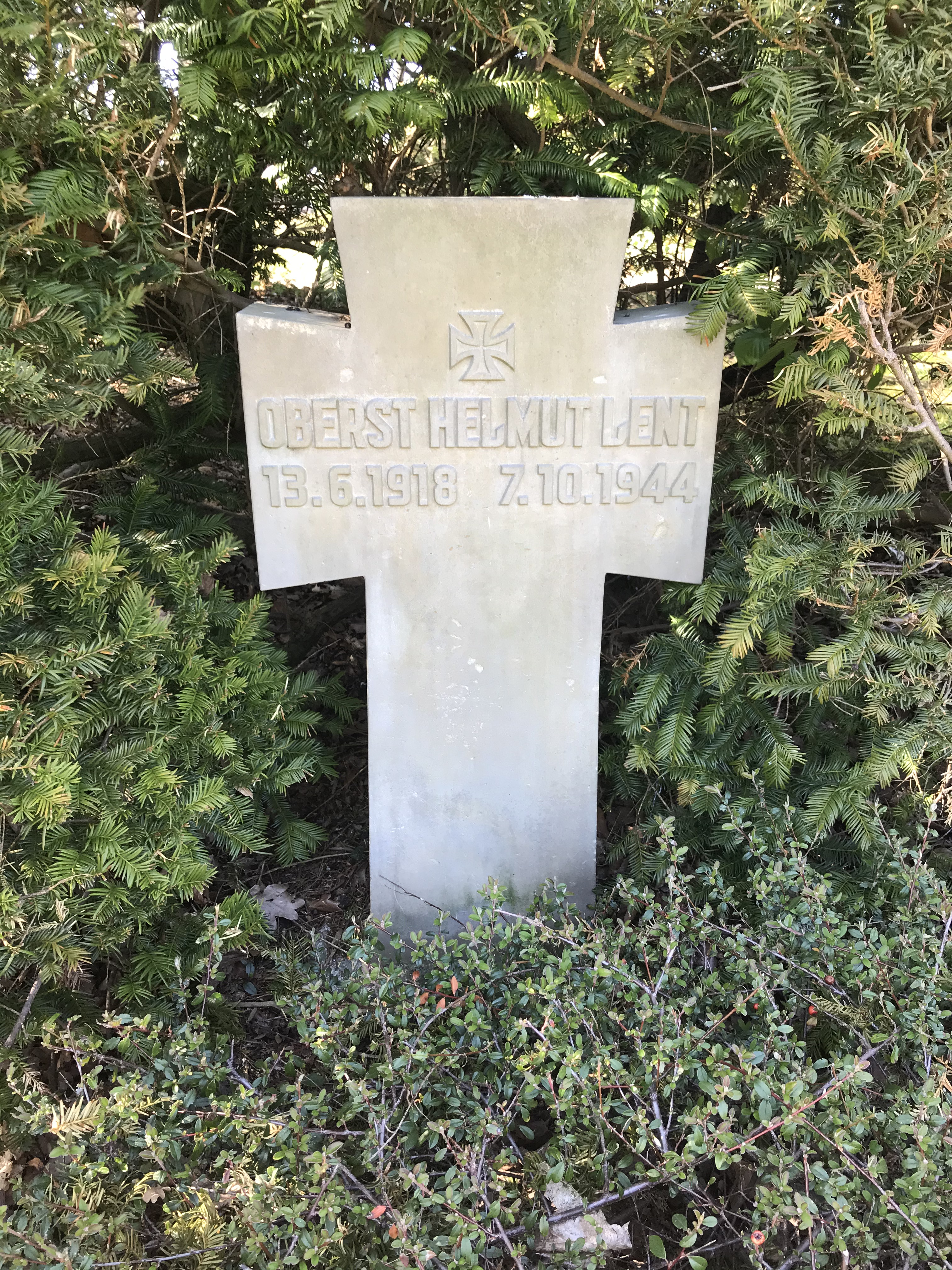
La tomba de Lent al cementiri de la guarnició (Garnisonsfriedhof) a Stade

El funeral d'estat de Lent es va celebrar a la Cancelleria del Reich, a Berlín, el dimecres 11 d'octubre de 1944. El Reichsmarschall Hermann Göring va rebre la salutació al taüt de Lent, que estava cobert amb la bandera nacional de l'Alemanya nazi. Davant del taüt, portant els honors i les condecoracions de Lent sobre un coixí de vellut, va marxar l'Oberstleutnant Werner Streib, l'inspector dels combatents nocturns. Sis oficials amb casc d'acer, tots receptors de la Creu de Cavaller de la Creu de Ferro, van escortar el taüt al seu caixó i van fer de guàrdia d'honor durant la cerimònia: l'Oberstleutnant Günther Radusch, l'Oberstleutnant Hans-Joachim Jabs, el major Rudolf Schoenert, el Hauptmann Heinz Strüning, el Hauptmann Karl Hadeball i el Hauptmann Paul Zorner. El 12 d'octubre de 1944 Lent i la seva tripulació van ser enterrats en una sola tomba al cementiri militar de Stade.

## Commemoració
Una sèrie de condecoracions d'Helmut Lent es van subhastar a Sotheby's, Londres, el 18 de juliol de 1966. Els articles van ser comprats en un sol lot per un licitador anònim per la suma total de 500 lliures esterlines. El comprador va ser Adolf Galland, l'antic general der Jagdflieger, que actuava en nom del Ministeri de Defensa d'Alemanya Occidental. Les condecoracions les havia venut la filla gran d'Helmut Lent, Christina, després de consultar amb la seva mare, Lena, que necessitava diners urgentment per pagar una operació. El Ministeri Federal de Defensa va presentar la col·lecció al Wehrgeschichtliches Museum Rastatt, Alemanya.

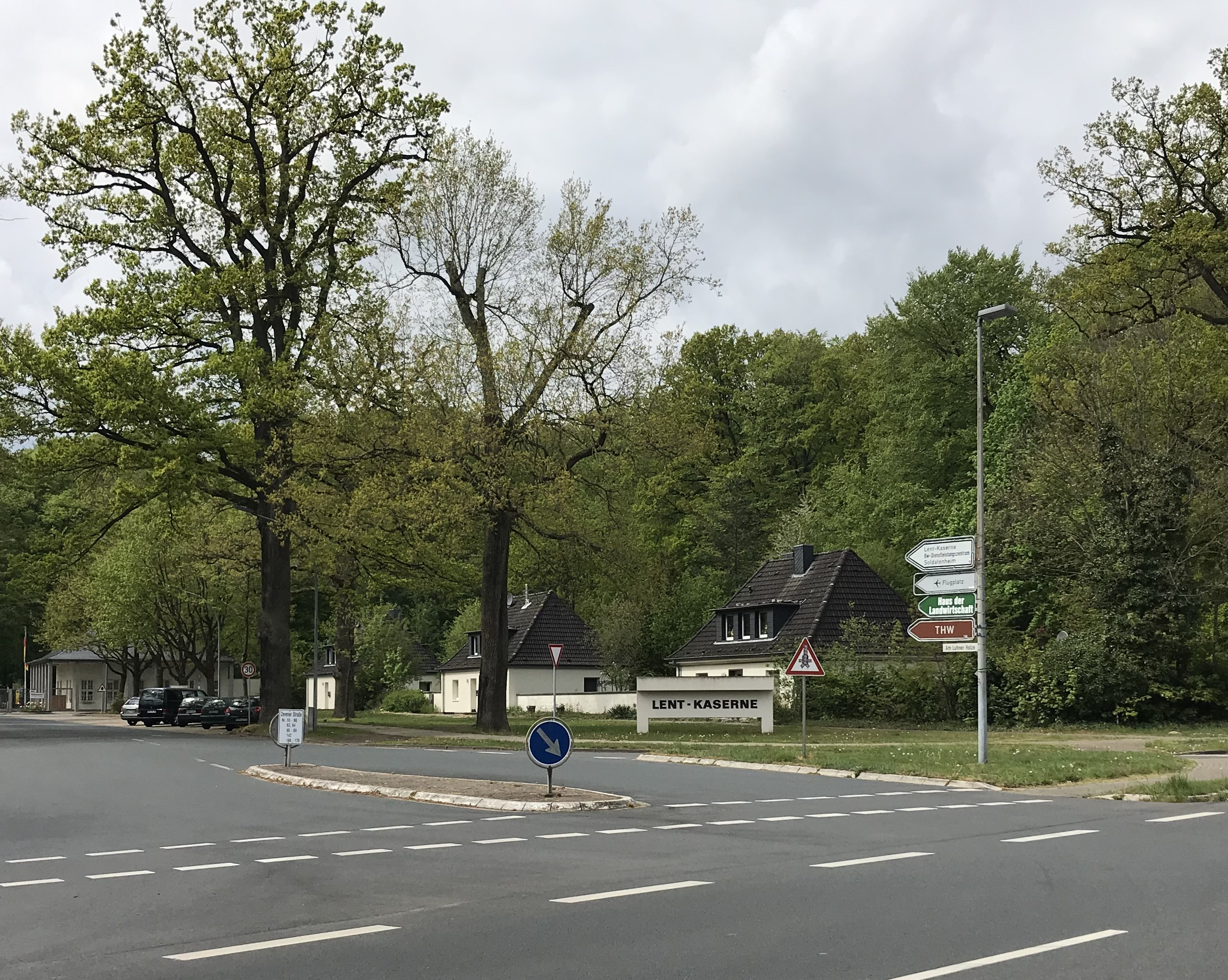
L'antiga Caserna de Lent a Rotenburg (Wümme).

El 1964, la instal·lació del  Cos d'Aviació de l'Exèrcit d'Alemanya Occidental a Rotenburg (Wümme), Baixa Saxònia va ser nomenada Caserna Lent, o Lent-Kaserne, per recomanació de l'antic superior de Lent. El 2014, el Bundeswehr va decidir canviar el nom de la instal·lació perquè Lent ja no es considerava un homònim adequat. El procés, que es preveu que finalitzi a finals de 2015, implica 1.500 soldats i 250 empleats civils del lloc i va ser iniciat pel comandant Oberstleutnant Edmund Vogel a principis de 2015. El setembre de 2016, l'administrador del districte Herrmann Luttmann, membre del Partit de dretes moderats CDU va declarar "No s'han trobat proves substancials que realment Helmut Lent fos partidari del règim nazi". Per tant, Luttmann recomanarà mantenir el nom al govern local. Lars Klingbeil, membre del Bundestag i del Comitè de Defensa ha assenyalat que les forces armades alemanyes s'adheririen a la decisió presa a nivell local malgrat totes les controvèrsies.
"Fa temps que cal canviar el nom de l'última caserna amb el nom dels oficials de la Wehrmacht", va dir el professor Johannes Tuchel, cap del Memorial de la Resistència alemanya, a Bild am Sonntag. "Oficials com Schulz, Lent i Marseille van lluitar a la guerra de Hitler i van formar part de la propaganda nazi". Les casernes haurien de rebatejar-se després dels soldats que van resistir el règim nazi, va dir. "Aquells que van lluitar pels drets humans i l'estat de dret no es poden commemorar prou." L'historiador Wolfram Wette coincideix amb aquesta opinió, citant la directiva de tradició de 1982. L'historiador Sönke Neitzel opina que el Bundeswehr hauria de mantenir el nom de Lent, que no era un nazi sinó només una persona orientada als valors que seguia la seva imatge cristiana de la humanitat (christlichen Menschenbild), encara que cap soldat de la Wehrmacht n'hagués sortit completament net de la guerra. Malgrat això, Neitzel pensa que excepte el cas d'Erwin Rommel, d'aquí a cinc anys cap caserna del Bundeswehr conservarà més el nom d'un home de la Wehrmacht, ja que els soldats no volen arriscar la seva carrera per defensar noms no desitjats pel Ministeri de Defensa.

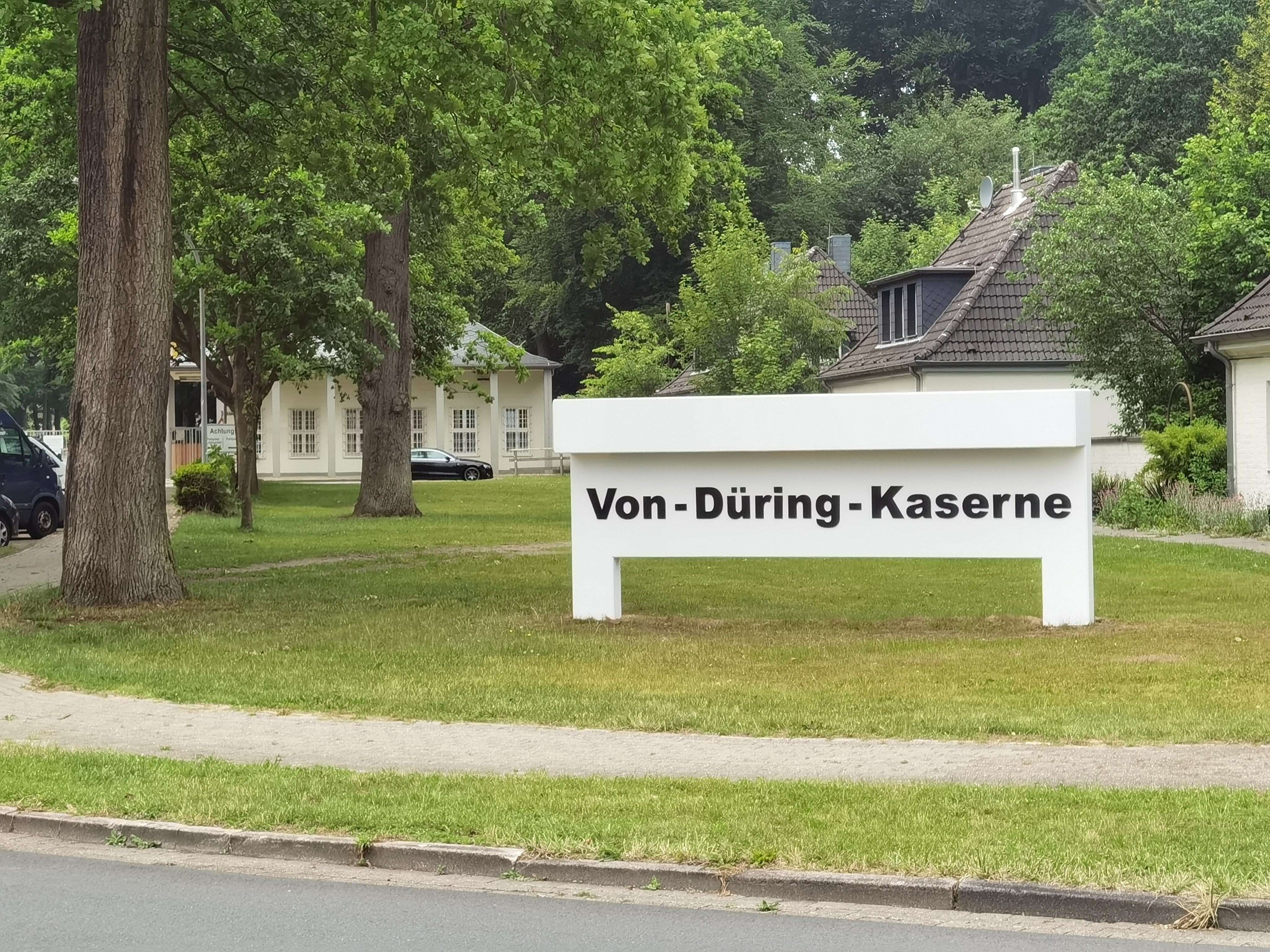
La caserna Von-Düring

El 18 de març de 2018, el Bundeswehr va publicar l'última normativa sobre tradició militar (Traditionserlass) que estipula que "El Bundeswehr no manté una tradició de persones, unitats de tropes i institucions militars en la història (militar) alemanya que, segons l'enteniment actual, han va actuar de manera criminal, racista o inhumana." A partir d'aquest reglament, es va decidir que la Caserna de Lent rebrien un altre nom. Després d'una investigació presentada pel Partit L'Esquerra el 8 d'octubre de 2019, el gabinet d'Alemanya va respondre que els membres de la Caserna Lent havien proposat canviar el nom de la caserna com a oficial forestal i del Freikorps Johann Christian von Düring. El 8 de juny de 2020, la caserna va ser rebatejada oficialment com a Caserna Von-Düring.

## Resum de carrera

### Reclamacions de victòria aèria
La Lent compta oficialment amb 111 victòries en 507 vols. El total inclou 103 victòries nocturnes, durant les quals va destruir 59 bombarders quadrimotors i un Mosquito, entre altres tipus. La Lent va rebre un ascens pòstum a Oberst Mathews i Foreman, autors de Luftwaffe Aces — Biographies and Victory Claims, van investigar els arxius federals alemanys i van trobar documentació per a 111 reclamacions de victòria aèria, incloses set com a pilot de Zerstörer i 104 com a pilot de caça nocturn, a més de tres reclamacions més sense confirmar.
La majoria de les seves victòries es van reclamar amb ubicacions geogràfiques detallades. No obstant això, dues de les seves victòries es van reclamar en un Planquadrat (referència de quadrícula), per exemple "QE-PE". El mapa de la quadrícula de la Luftwaffe (Jägermeldenetz) estava compost per rectangles que mesuraven 15 minuts de latitud per 30 minuts de longitud, una àrea d'unes 360 milles quadrades (930 km 2) .
| Crònica de victòries aèries | Crònica de victòries aèries | Crònica de victòries aèries | Crònica de victòries aèries | Crònica de victòries aèries | Crònica de victòries aèries                              | Crònica de victòries aèries                         |
| --- | --------------------------- | --------------------------- | --------------------------- | --------------------------- | -------------------------------------------------------- | --------------------------------------------------- |
| Això i el! (signe d'exclamació) indica aquelles victòries aèries no enumerades per Hinchliffe.. Això i el # (marca hash) indiquen aquelles victòries aèries no enumerades per Foreman, Mathews i Parry.. Això juntament amb el + (més) indica una identificació gairebé segura.. Això juntament amb l'* (asterisc) indica una identificació probable. Això juntament amb el? (signe d'interrogació) indica una possible identificació. |                             |                             |                             |                             |                                                          |                                                     |
| Reclamació (total) | Reclamació (nocturna)       | Data                        | Hora                        | Tipus                       | Ubicació                                                 | Nº de sèrie/Nº d'esquadró                           |
| – 1. Staffel de Zerstörergeschwader 76 – |                             |                             |                             |                             |                                                          |                                                     |
| 1 |                             | 3 de setembre de 1939       | 17:10                       | PZL P.24                    | regió de Lodz                                            | Força Aèria Polonesa+                               |
| 2 |                             | 18 de desembre de 1939      | 14:40                       | Wellington                  | prop de Borkum                                           | N2888/37è Esquadró de la RAF+                       |
| 3 |                             | 18 de desembre de 1939      | 14:45                       | Wellington                  | prop de Borkum                                           | N2889/37è Esquadró de la RAF+                       |
| 4 |                             | 9 d'abril de 1940           | 08:55                       | Gladiator                   | Bratenjordet                                             | 427/NAAS+                                           |
| 5 |                             | 27 de maig de 1940          | 08:20                       | Gladiator                   | Bodø                                                     | 263è Esquadró de la RAF+                            |
| 6 |                             | 2 de juny de 1940           | 14:25                       | Gladiator                   | Noruega                                                  | N5893/263è Esquadró de la RAF+                      |
| 7 |                             | 15 de juny de 1940          | 12:45                       | Blenheim                    | prop de Trondheim                                        | L9408/254è Esquadró de la RAF+                      |
| – 6. Staffel of Nachtjagdgeschwader 1 – |                             |                             |                             |                             |                                                          |                                                     |
| 8 | 1                           | 12 de maig de 1941          | 01:40                       | Wellington                  | sud-oest de Süderstapel                                  | R1330/40è Esquadró de la RAF*                       |
| 9 | 2                           | 12 de maig de 1941          | 02:49                       | Wellington                  | sud-oest de Nordstrand                                   | R1461/40è Esquadró de la RAF*                       |
| 10 | 3                           | 28 de juny de 1941          | 01:58                       | Whitley                     | 15 km (9.3 mi) oest de Bremervörde                       | T4297/102è Esquadró de la RAF+                      |
| 11 | 4                           | 30 de juny de 1941          | 01:40                       | Stirling                    | 10 km (6.2 mi) sud de Wesermünde                         | N6001/7è Esquadró de la RAF*                        |
| 12 | 5                           | 30 de juny de 1941          | 02:05                       | Stirling                    | 20 km (12 mi) sud-oest de Bremervörde                    | N3664/7è Esquadró de la RAF*                        |
| – 4. Staffel of Nachtjagdgeschwader 1 – |                             |                             |                             |                             |                                                          |                                                     |
| 13 | 6                           | 4 de juliol de 1941         | 00:43                       | Wellington                  | Exloermond, 23 km (14 mi) sud-est d'Assen                | R1492/301è Esquadró de Bombardeig Polonès+          |
| 14! | 7!                          | 4 de juliol de 1941         | 03:41                       | desconegut                  |                                                          |                                                     |
| 15 | 8                           | 6 de juliol de 1941         | 00:56                       | Whitley                     | 8 km (5.0 mi) oest de Coevorden                          | Z6793/10è Esquadró de la RAF+                       |
| 16 | 9                           | 8 de juliol de 1941         | 00:55                       | Whitley                     | 20 km (12 mi) sud-est de Assen                           | Z6799/77è Esquadró de la RAF+                       |
| 17 | 10                          | 10 de juliol de 1941        | 02:20                       | Wellington                  | 10 km (6.2 mi) northoest de Meppen                       | B1770/40è Esquadró de la RAF+                       |
| 18 | 11                          | 13 de juliol de 1941        | 00:55                       | Hampden                     | Veendam, 25 km (16 mi) sud-est de Groningen              | AE226/50è Esquadró de la RAF*                       |
| 19 | 12                          | 15 de juliol de 1941        | 00:49                       | Wellington                  | Veendam, 25 km (16 mi) sud-est de Groningen              | W5513/104è Esquadró de la RAF+                      |
| 20 | 13                          | 25 de juliol de 1941        | 03:54                       | Wellington                  | 13 km (8.1 mi) sud-oest de Leeuwarden                    | R1369/57è Esquadró de la RAF?                       |
| 21 | 14                          | 15 d'agost de 1941          | 03:20                       | Whitley                     | nord de Ameland                                          | Z6819/51è Esquadró de la RAF+                       |
| 22 | 15                          | 29 d'agost de 1941          | 03:40                       | Hampden                     | sud de Ameland                                           | AE126/49è Esquadró de la RAF+                       |
| 23 | 16                          | 7 de setembre de 1941       | 01:25                       | Whitley                     | est de Leeuwarden, Bergen aan Zee                        | Z6681/78è Esquadró de la RAF+                       |
| 24 | 17                          | 8 de setembre de 1941       | 04:04                       | Wellington                  | Terwipsel, nord-est de Franeker                          | Z8845/9è Esquadró de la RAF*                        |
| 25 | 18                          | 8 de setembre de 1941       | 04:59                       | Wellington                  | Drachten, sud-est de Leeuwarden                          | R1798/115è Esquadró de la RAF+                      |
| 26 | 19                          | 13 d'octubre de 1941        | 00:06                       | Wellington                  | Oestergeest, nord-est de Leeuwarden                      | X9822/40è Esquadró de la RAF+                       |
| 27 | 20                          | 13 d'octubre de 1941        | 00:33                       | Hampden                     | Zuiderzee                                                | AD965/144è Esquadró de la RAF+                      |
| – II. Gruppe de Nachtjagdgeschwader 2 – |                             |                             |                             |                             |                                                          |                                                     |
| 28 | 21                          | 8 de novembre de 1941       | 01:21                       | Wellington                  | nord de Akkrum                                           | X9976/75è Esquadró de la RAF+                       |
| 29 | 22                          | 17 de gener de 1942         | 21:40                       | Whitley                     | Terschelling                                             | Z9301/51è Esquadró de la RAF*                       |
| 30 | 23                          | 21 de gener de 1942         | 22:38                       | Whitley                     | 40 km (25 mi) oest de Terschelling                       | Z9311/51è Esquadró de la RAF+                       |
| 31 |                             | 6 de febrer de 1942         | 15:14                       | Hampden                     | 70 km (43 mi) oest de Terschelling                       | AE308/455è Esquadró de la RAF+                      |
| 32 | 24                          | 26 de març de 1942          | 00:32                       | Manchester                  | 10 km (6.2 mi) nord de Alkmaar                           | L7518/61è Esquadró de la RAF+                       |
| 33 | 25                          | 27 de març de 1942          | 22:10                       | Hampden                     | nord de Terschelling                                     | 408è Esquadró de la RAF                             |
| 34 | 26                          | 27 de març de 1942          | 22:42                       | Hampden                     | nord de Terschelling                                     | 408è Esquadró de la RAF                             |
| 35 | 27                          | 29 de març de 1942          | 22:00                       | Manchester                  | nord de Terschelling                                     | L7394/61è Esquadró de la RAF?                       |
| 36 | 28                          | 11 d'abril de 1942          | 00:23                       | Wellington                  | 20 km (12 mi) sud-est de Den Helder                      | Z8838/311è Esquadró de la RAF+                      |
| 37 | 29                          | 13 d'abril de 1942          | 00:32                       | Hampden                     | nord de Terschelling                                     | P1239/420è Esquadró de la RAF*                      |
| 38 | 30                          | 18 d'abril de 1942          | 01:55                       | Wellington                  | 25 km (16 mi) nord de Tershelling                        | Z1267/300è Esquadró de la RAF*                      |
| 39 | 31                          | 15 de maig de 1942          | 22:45                       | Hudson                      | nord de Terschelling                                     | X3482/9è Esquadró de la RAF?                        |
| 40 | 32                          | 3 de juny de 1942           | 01:06                       | Hampden                     | east de Medemblik                                        | AT154/408è Esquadró de la RAF+                      |
| 41 | 33                          | 4 de juny de 1942           | 00:55                       | Halifax                     | oest de Sint Maartensvlotbrug, nord-nord-oest de Alkmaar | R9457/No. 76 Squadron RAF+                          |
| 42 | 34                          | 6 de juny de 1942           | 00:34                       | Wellington                  | sud de Hoorn                                             | DV812/156è Esquadró de la RAF+                      |
| 43 | 35                          | 6 de juny de 1942           | 01:16                       | Wellington                  | IJsselmeer, east de Amsterdam                            | Z1331/No. 301 Esquadró de Bombarders Polonès+       |
| 44 | 36                          | 21 de juny de 1942          | 00:59                       | Hampden                     | nord de Ameland                                          | AT185/420è Esquadró de la RAF+                      |
| 45 | 37                          | 24 de juny de 1942          | 01:12                       | Wellington                  | 10 km (6.2 mi) nord de Tershelling                       | T2921/103è Esquadró de la RAF+                      |
| 46 | 38                          | 24 de juny de 1942          | 01:46                       | Wellington                  | nord-oest de Vlieland                                    | DV831/103è Esquadró de la RAF+                      |
| 47 | 39                          | 26 de juny de 1942          | 02:37                       | Wellington                  | 6 km (3.7 mi) nord-oest de Enkhuizen                     | T2612/18a Unitat Operativa d'Entrenament de la RAF* |
| 48 | 40                          | 26 de juny de 1942          | 02:56                       | Whitley                     | Noordwijk                                                | BD266/24a Unitat Operativa d'Entrenament de la RAF* |
| 49 | 41                          | 3 de juliol de 1942         | 01:25                       | Wellington                  | southoest de Assen                                       | Z1314/301 Esquadró de Bombarders Polonès*           |
| 50 | 42                          | 9 de juliol de 1942         | 01:30                       | Wellington                  | Rottumeroog                                              | X3557/75è Esquadró de la RAF+                       |
| 51 | 43                          | 27 de juliol de 1942        | 02:35                       | Halifax                     | nord-oest de Vlieland                                    |                                                     |
| 52 | 44                          | 27 de juliol de 1942        | 02:39                       | Wellington                  | nord-oest de Vlieland                                    |                                                     |
| 53 | 45                          | 5 de setembre de 1942       | 02:50                       | Halifax                     | 15 km (9.3 mi) sud-est de Leeuwarden                     | R5682/61è Esquadró de la RAF*                       |
| 54 | 46                          | 14 de setembre de 1942      | 05:02                       | Wellington                  | nord-oest de Terschelling                                |                                                     |
| 55 | 47                          | 9 de novembre de 1942       | 20:37                       | Halifax                     | Ameland                                                  | W7864/102è Esquadró de la RAF*                      |
| – IV. Gruppe de Nachtjagdgeschwader 1 – |                             |                             |                             |                             |                                                          |                                                     |
| 56 | 48                          | 17 de desembre de 1942      | 20:22                       | Lancaster                   | nord de Sloten                                           | ED355/44è Esquadró de la RAF+                       |
| 57 | 49                          | 17 de desembre de 1942      | 20:38                       | Halifax                     | east de Urk                                              | ED333/44è Esquadró de la RAF*                       |
| 58! | 50!                         | 2 de gener de 1943          | 20:24                       | bombarder quatrimotor       |                                                          |                                                     |
| 59 | 51                          | 8 de gener de 1943          | 20:24                       | Lancaster                   | 10 km (6.2 mi) oest de Texel                             |                                                     |
| 60 | 52                          | 21 de gener de 1943         | 20:11                       | Wellington                  | nord de Schiermonnikoog                                  |                                                     |
| 61 | 53                          | 1 de març de 1943           | 21:39                       | Halifax                     | 8 km (5.0 mi) nord de Ameland                            | DT641/419è Esquadró de la RAF*                      |
| 62 | 54                          | 5 de març de 1943           | 22:20                       | Halifax                     | 10 km (6.2 mi) oest de Harlingen                         | BB282/76è Esquadró de la RAF?                       |
| 63 | 55                          | 5 de març de 1943           | 22:34                       | Halifax                     | 10 km (6.2 mi) est de Wieringen                          | W4847/83è Esquadró de la RAF*                       |
| 64 | 56                          | 29 de març de 1943          | 23:46                       | Wellington                  | nord-oest de Lemmer                                      | BJ762/426è Esquadró de la RAF+                      |
| 65 | 57                          | 4 d'abril de 1943           | 00:24                       | Lancaster                   | 15 km (9.3 mi) est de Texel                              |                                                     |
| 66 | 58                          | 20 d'abril de 1943          | 03:38                       | Mosquito                    | oest de Stavoren                                         | DZ694/410è Esquadró de la RAF                       |
| 67 | 59                          | 5 de maig de 1943           | 00:08                       | Stirling                    | 8 km (5.0 mi) sud de Enkhuizen                           | BK773/7è Esquadró de la RAF+                        |
| 68 | 60                          | 5 de maig de 1943           | 00:18                       | Stirling                    | 1 km (0.62 mi) sud-est de Hommerts                       | EF343/No. 149 Squadron RAF+                         |
| 69 | 61                          | 14 de maig de 1943          | 02:54                       | Halifax                     | 4 km (2.5 mi) nord de Harlingen                          | JB924/78è Esquadró de la RAF+                       |
| 70 | 62                          | 24 de maig de 1943          | 02:16                       | Lancaster                   | sud-oest de Workum                                       | DT789/10è Esquadró de la RAF                        |
| 71 | 63                          | 22 de juny de 1943          | 03:09                       | Lancaster                   | 70 km (43 mi) oest de Vlieland                           |                                                     |
| 72 | 64                          | 23 de juny de 1943          | 02:06                       | Halifax                     | 7 km (4.3 mi) oest de Urk                                |                                                     |
| 73 | 65                          | 26 de juny de 1943          | 01:13                       | Wellington                  | oest de Urk                                              | HF544/466è Esquadró de la RAF+                      |
| 74# | 66#                         | 28 de juliol de 1943        | 02:37                       | Lancaster                   | nord-oest de Terschelling                                |                                                     |
| 75 | 67                          | 30 de juliol de 1943        | 02:10                       | Lancaster                   | 25 km (16 mi) nord de Ameland                            |                                                     |
| – Stab de Nachtjagdgeschwader 3 – |                             |                             |                             |                             |                                                          |                                                     |
| 76 | 68                          | 24 d'agost de 1943          | 00:56                       | Stirling                    | Berlin-Lichtenberg                                       |                                                     |
| 77 | 69                          | 24 d'agost de 1943          | 01:16                       | Halifax                     | Berlin-Mahlsdorf                                         |                                                     |
| 78 | 70                          | 24 d'agost de 1943          | —                           | Halifax                     | Berlin-Spandau                                           |                                                     |
| 79 | 71                          | 1 de setembre de 1943       | 00:54                       | Halifax                     | sud-oest de Berlin                                       |                                                     |
| 80 | 72                          | 1 de setembre de 1943       | 01:03                       | Halifax                     | est de Berlin                                            |                                                     |
| 81 | 73                          | 22 de setembre de 1943      | 22:41                       | Stirling                    | Krohnsberg                                               |                                                     |
| 82 | 74                          | 3 d'octubre de 1943         | 22:27                       | Stirling                    | Herleshausen                                             |                                                     |
| 83 | 75                          | 2 de desembre de 1943       | 19:58                       | Lancaster                   | Magdeburg                                                |                                                     |
| 84 | 76                          | 2 de desembre de 1943       | 20:20                       | Stirling                    | sud-oest de Berlin                                       |                                                     |
| 85 | 77                          | 16 de desembre de 1943      | 19:07                       | Lancaster                   | Almanbrück                                               |                                                     |
| 86# | 78#                         | 2 de gener de 1944          | 02:49                       | Lancaster                   |                                                          |                                                     |
| 87 | 79                          | 14 de gener de 1944         | 18:49                       | Lancaster                   |                                                          |                                                     |
| 88 | 80                          | 14 de gener de 1944         | 19:05                       | Lancaster                   |                                                          |                                                     |
| 89 | 81                          | 14 de gener de 1944         | 19:10                       | Lancaster                   |                                                          |                                                     |
| 90 | 82                          | 21 de gener de 1944         | 22:28                       | Lancaster                   |                                                          |                                                     |
| 91 | 83                          | 21 de gener de 1944         | 22:58                       | Lancaster                   |                                                          |                                                     |
| 92 | 84                          | 22 de març de 1944          | 21:26                       | Lancaster                   | near Bielefeld                                           |                                                     |
| 93 | 85                          | 22 de març de 1944          | 21:35                       | bombarder quatrimotor       | sud de Bielefeld                                         |                                                     |
| 94 | 86                          | 24 de març de 1944          | 21:30                       | bombarder quatrimotor       | Berlin area                                              |                                                     |
| 95 | 87                          | 24 de març de 1944          | 22:00                       | bombarder quatrimotor       | Lübeck                                                   |                                                     |
| 96 | 88                          | 31 de març de 1944          | 01:21                       | bombarder quatrimotor       | 20–40 km (12–25 mi) nord de Nürnberg                     | Halifax MZ508/578è Esquadró de la RAF?              |
| 97# | 89#                         | 23 d'abril de 1944          | —                           | Lancaster                   |                                                          |                                                     |
| 98 | 90                          | 23 de maig de 1944          | 00:21                       | bombarder quatrimotor       | Osnabrück                                                |                                                     |
| 99 | 91                          | 23 de maig de 1944          | 00:40                       | bombarder quatrimotor       | near Osnabrück                                           |                                                     |
| 100 | 92                          | 16 de juny de 1944          | 00:52                       | Lancaster                   | sud-oest de Lilla                                        |                                                     |
| 101 | 93                          | 16 de juny de 1944          | 00:56                       | Lancaster                   | Béthune-Armentières                                      |                                                     |
| 102 | 94                          | 16 de juny de 1944          | 01:00                       | Lancaster                   | nord-oest Béthune                                        |                                                     |
| 103 | 95                          | 25 de juny de 1944          | 00:25                       | bombarder quatrimotor       | QE-PE                                                    |                                                     |
| 104 | 96                          | 25 de juny de 1944          | 00:40                       | bombarder quatrimotor       | QE-PE                                                    |                                                     |
| 105 | 97                          | 28 de juny de 1944          | 01:10                       | bombarder quatrimotor       | off Dunkirk                                              | ME743/44è Esquadró de la RAF                        |
| 106! | 98!                         | 19 de juliol de 1944        | 01:36                       | bombarder quatrimotor       | sud-est de Reims                                         |                                                     |
| 107 | 99                          | 19 de juliol de 1944        | 01:41                       | bombarder quatrimotor       | 50 km (31 mi) sud-est de Reims                           |                                                     |
| 108 | 100                         | 21 de juliol de 1944        | 02:07                       | Lancaster                   | over the sea, near Deal                                  |                                                     |
| 109 | 101                         | 25 de juliol de 1944        | 01:14                       | bombarder quatrimotor       | Pforzheim                                                |                                                     |
| 110 | 102                         | 29 de juliol de 1944        | 01:47                       | bombarder quatrimotor       | near Bouxwiller                                          |                                                     |
| 111 | 103                         | 29 de juliol de 1944        | 01:57                       | bombarder quatrimotor       | near Château-Salins                                      |                                                     |
| 112# | 104#                        | 17 d'agost de 1944          | —                           | bombarder quatrimotor       |                                                          |                                                     |
| 113# | 105#                        | 12 de setembre de 1944      | —                           | Lancaster                   |                                                          |                                                     |
| 114# | 106#                        | 17 de setembre de 1944      | —                           | Lancaster                   |                                                          |                                                     |

### Promocions
Fahnenjunker - 1 d'abril de 1936
 Fähnrich - 1 d'abril de 1937
 Oberfähnrich - 1 de febrer de 1938
 Leutnant - 1 de març de 1938
 Oberleutnant - 1 de juliol de 1940
 Hauptmann - 1 de gener de 1942
 Major - 1 de gener de 1943
 Oberstleutnant - 1 de març de 1944
 Oberst - (a títol pòstum)

### Condecoracions

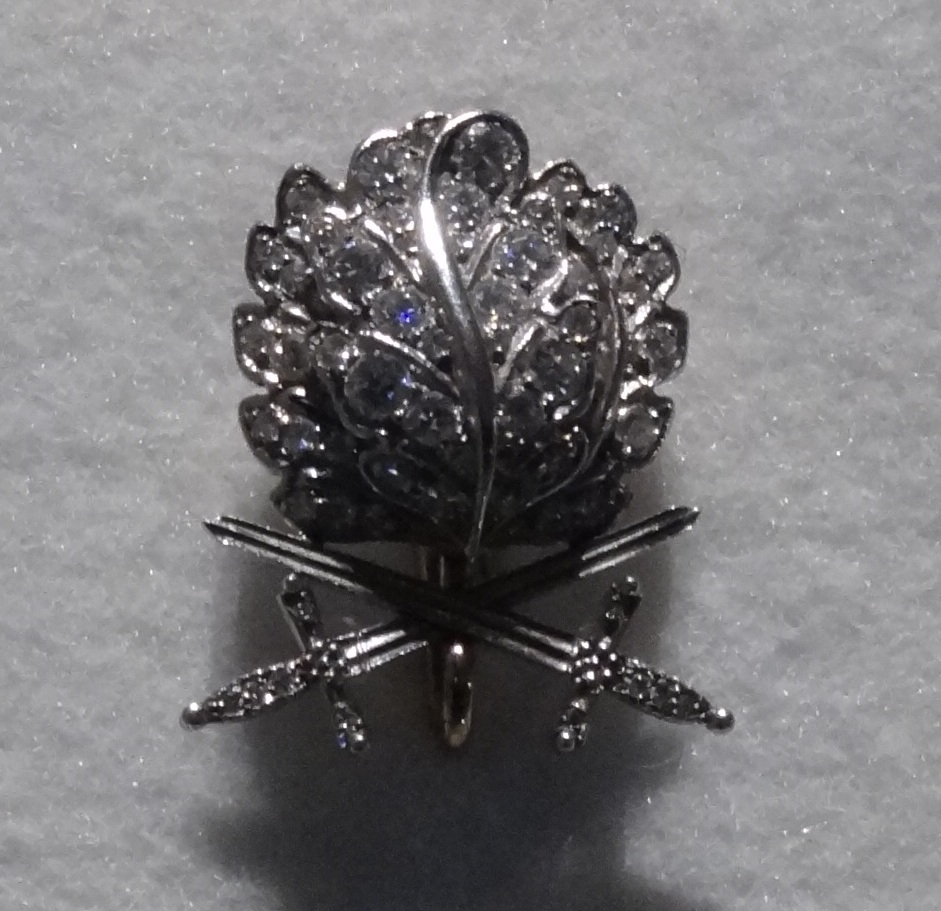
Les Fulles de roure, Espases i Diamants de Lent exposades al Museu d'Història Militar del Bundeswehr a Dresden

Creu de Cavaller de la Creu de Ferro amb Fulles de Roure, Espases i Brillants:
 Creu de Cavaller - 30 d'agost de 1941 com Oberleutnant i Staffelkapitän del 6./Nachtjagdgeschwader 1
 Fulles de Roure (98è) - 6 de juny de 1942 com Hauptmann i Gruppenkommandeur del II./Nachtjagdgeschwader 2
 Espases (32è) - 2 d'agost de 1943 com Major i Gruppenkommandeur del IV./Nachtjagdgeschwader 1
 Brillants: (15è) - 31 de juliol de 1944 as Oberstleutnant com Geschwaderkommodore del Nachtjagdgeschwader 3
 Creu Alemanya d'Or - 9 d'abril de 1942 com Hauptmann al II./Nachtjagdgeschwader 2
 Creu de Ferro de 1a classe - 11 de maig de 1940)
 Creu de Ferro de 2a classe - 21 de setembre de 1939)
 Medalla de l'1 d'octubre de 1938
 Insígnia de ferit en plata - 22 de desembre de 1943
 Insígnia de ferit en negre - 14 de juliol de 1941
 Passador de Pilot de la Lufwaffe en Or amb senyal "300" (per 300 missions)
 Escut de Narvik - 30 de gener de 1941
 Insígnia Combinada de Pilot-Observador en Or i Diamants
 Copa d'Honor de la Luftwaffe – 26 de juny de 1941
 Flugzeugführerabzeichen (Insígnia de pilot) - 15 de novembre de 1937